# Ємгум
Ємгум (нім. Jemgum) — сільська громада в Німеччині, розташована в землі Нижня Саксонія. Входить до складу району Лер. Складова частина об'єднання громад Штатістішес-Бундезамт.
Площа — 78,48 км2. Населення становить 3655 ос. (станом на 31 грудня 2021).

## Галерея

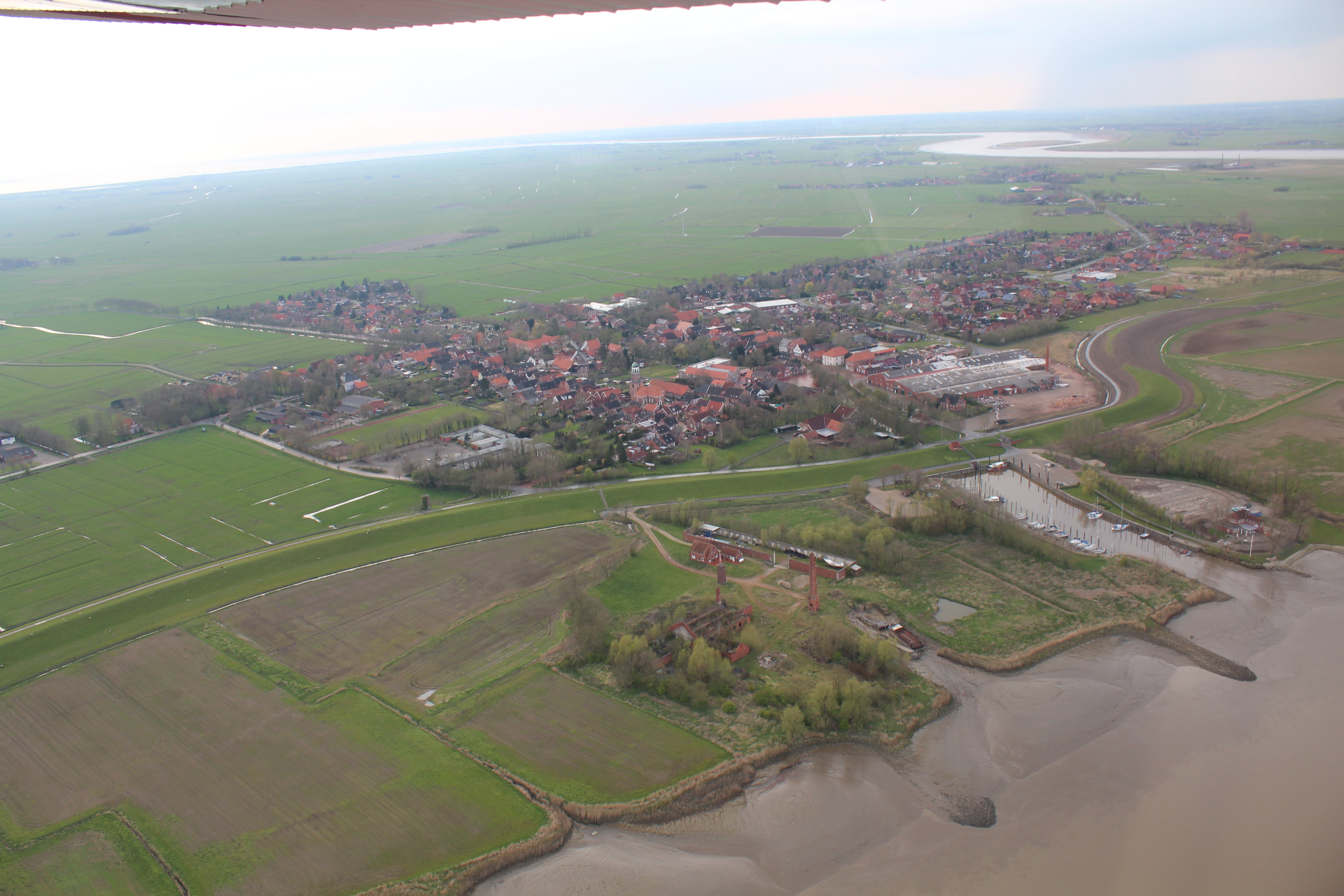
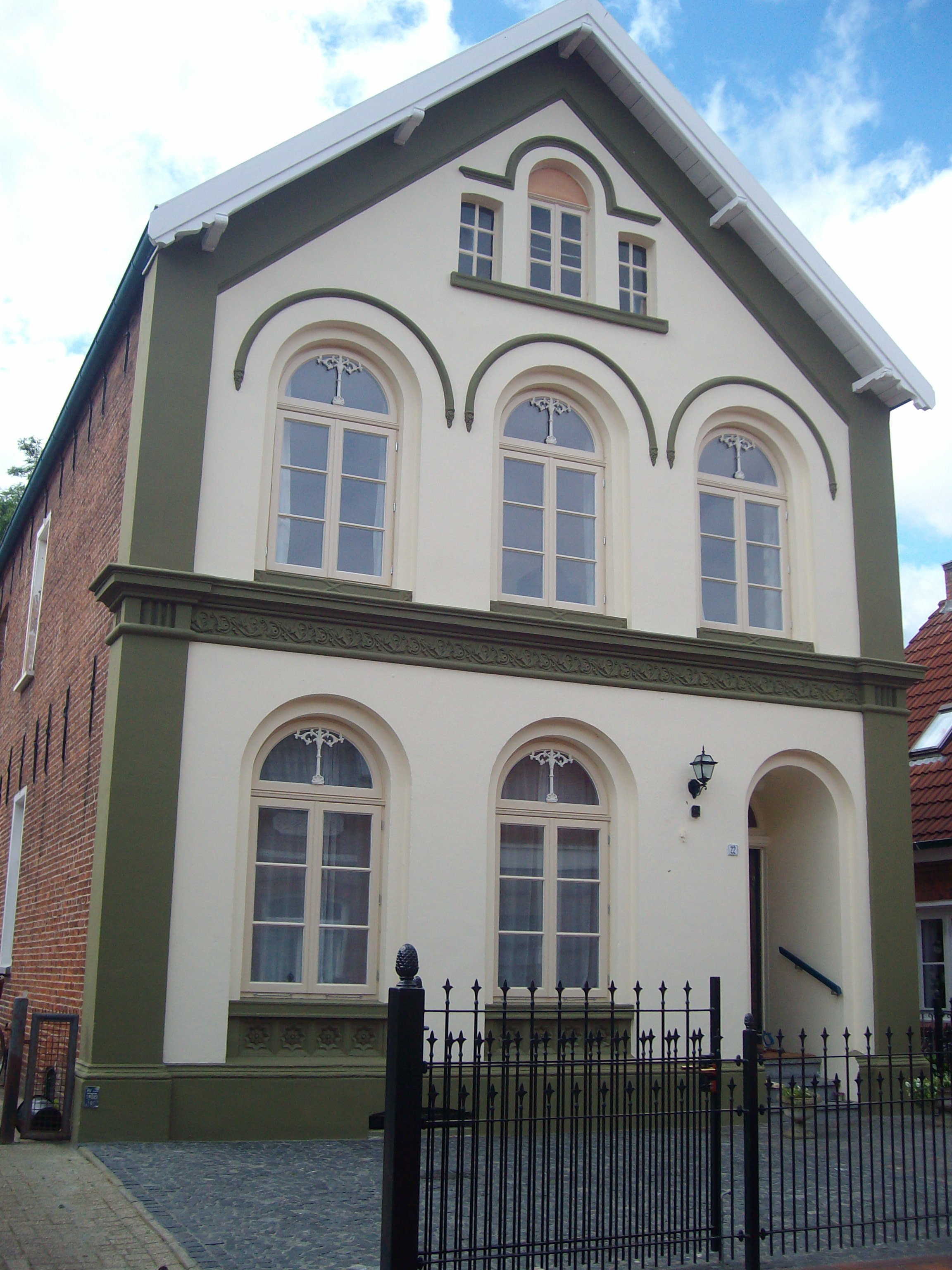
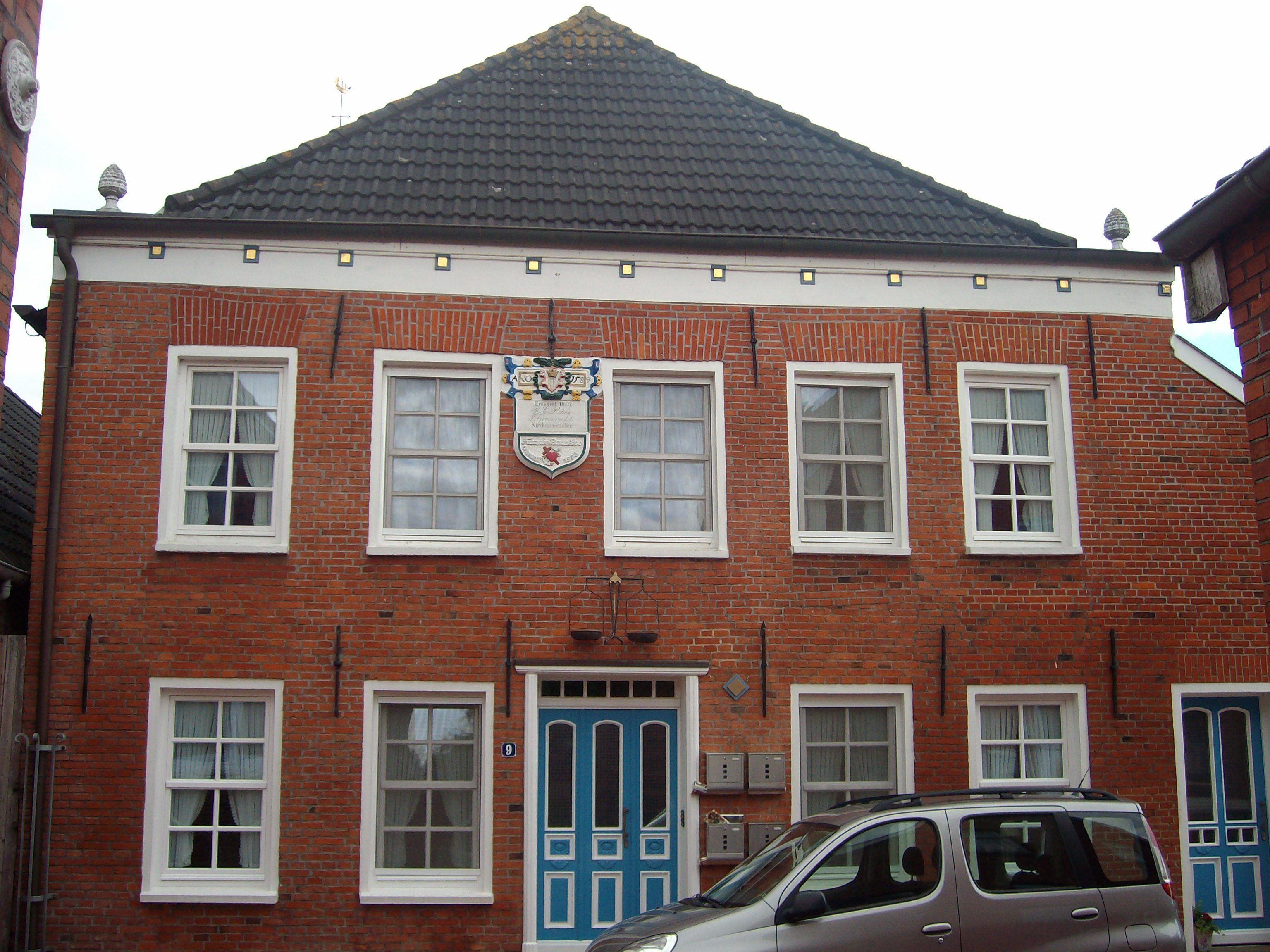
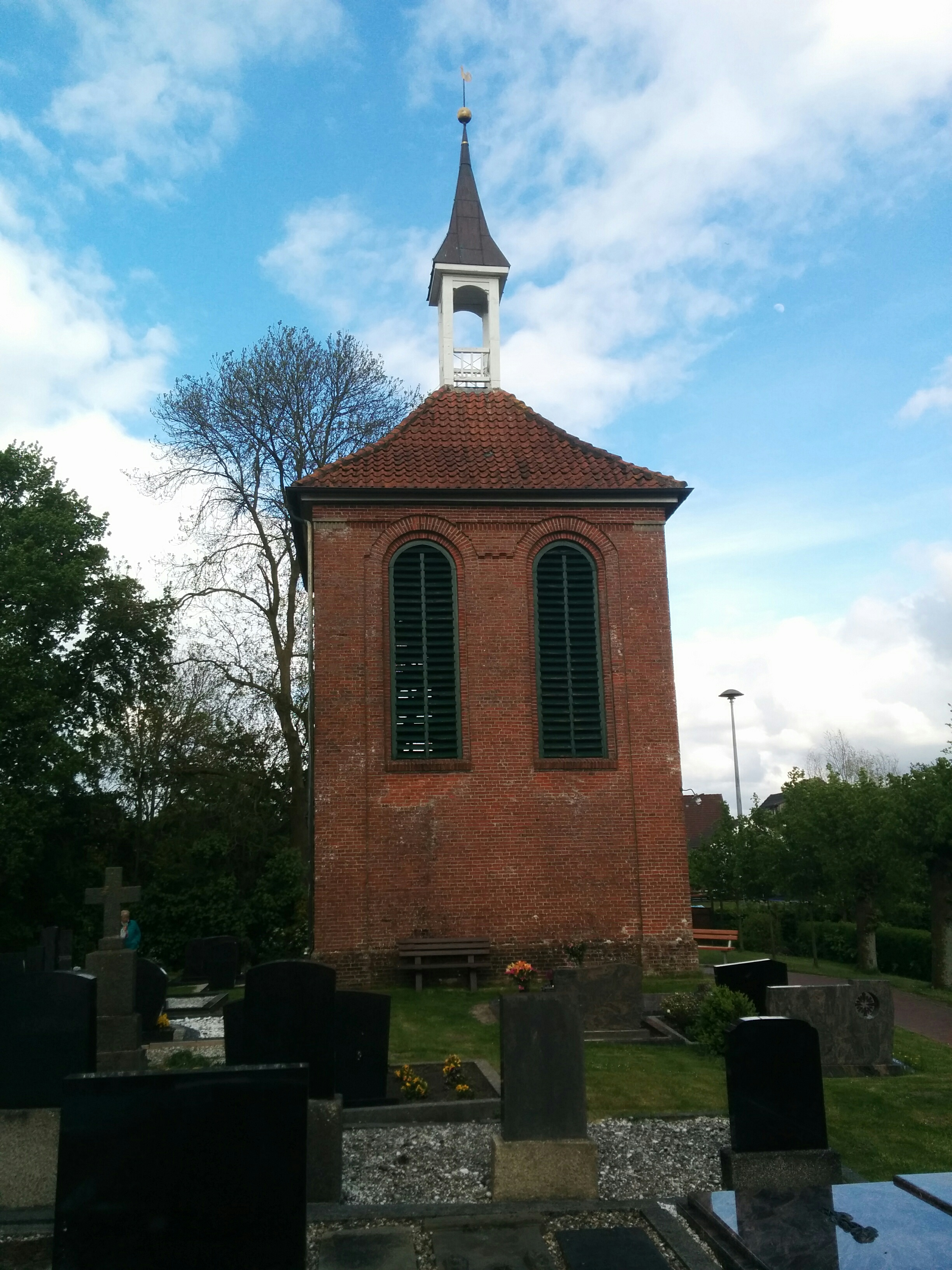
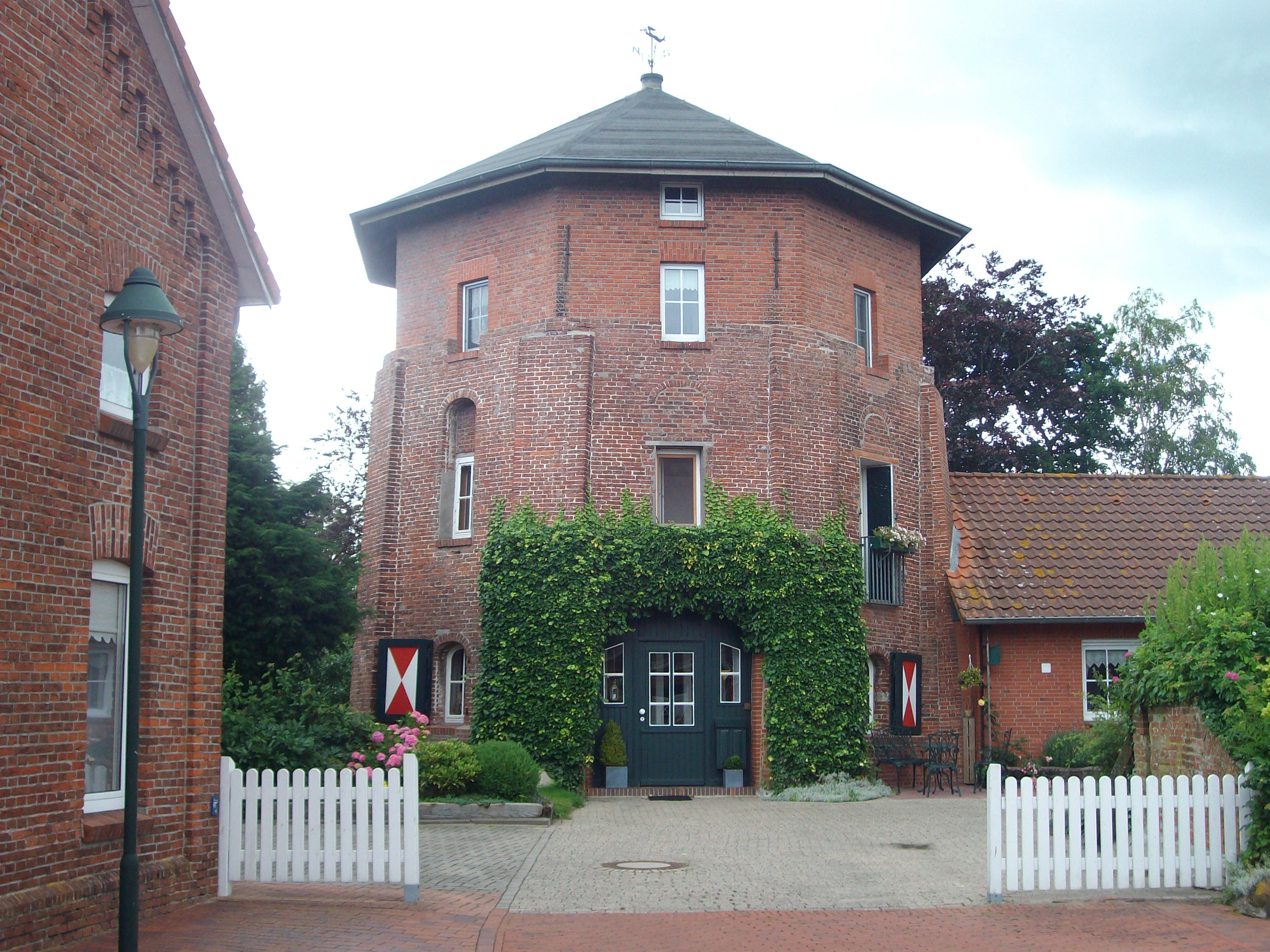
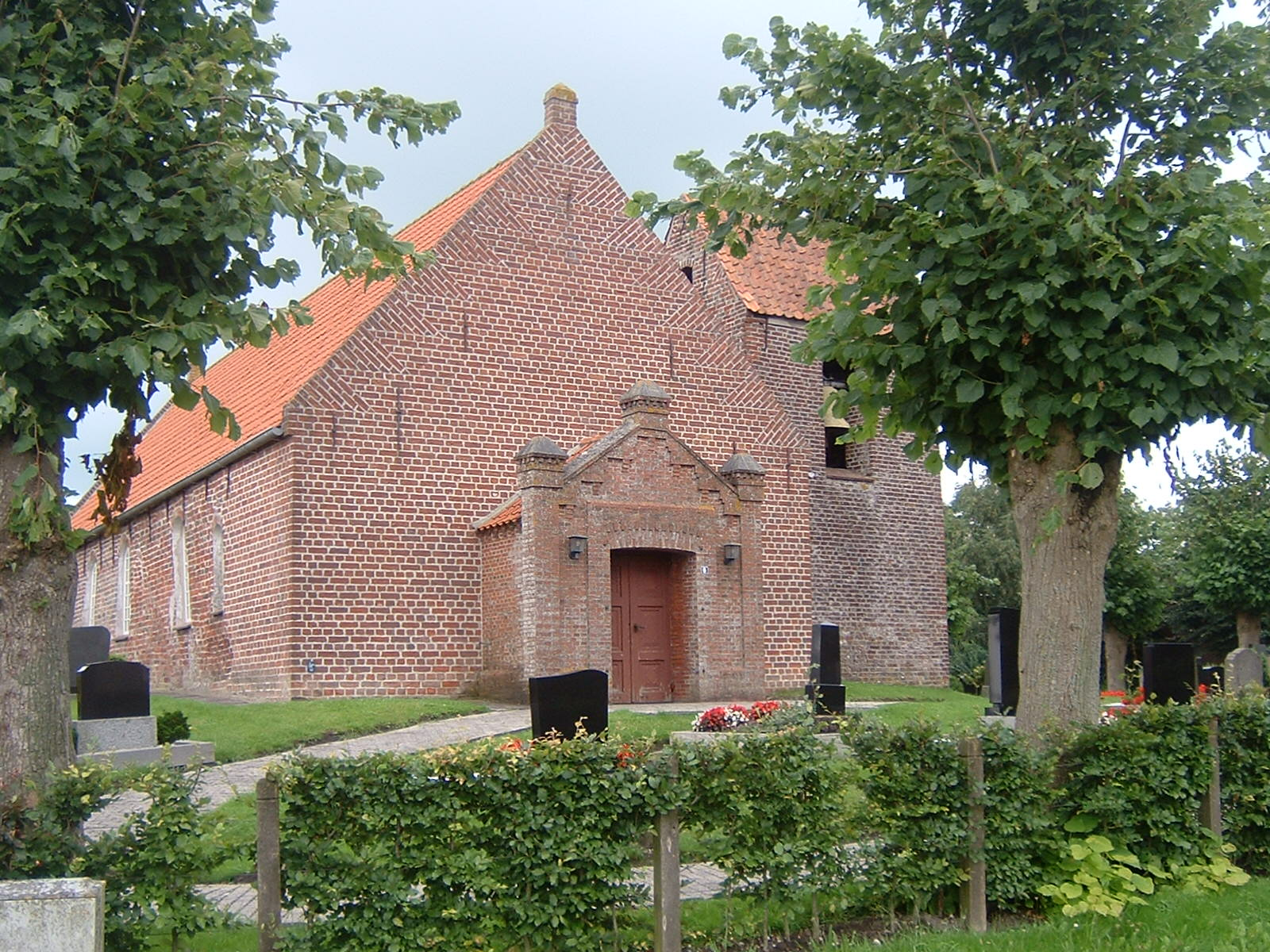